# 両水駅
両水駅（ヤンスえき）は大韓民国京畿道楊平郡楊西面にある、韓国鉄道公社（KORAIL）の駅。
乗り入れている路線は線路名称上は中央線であるが、当駅には広域電鉄の京義・中央線電車のみが停車する。駅番号はK130。

## 歴史

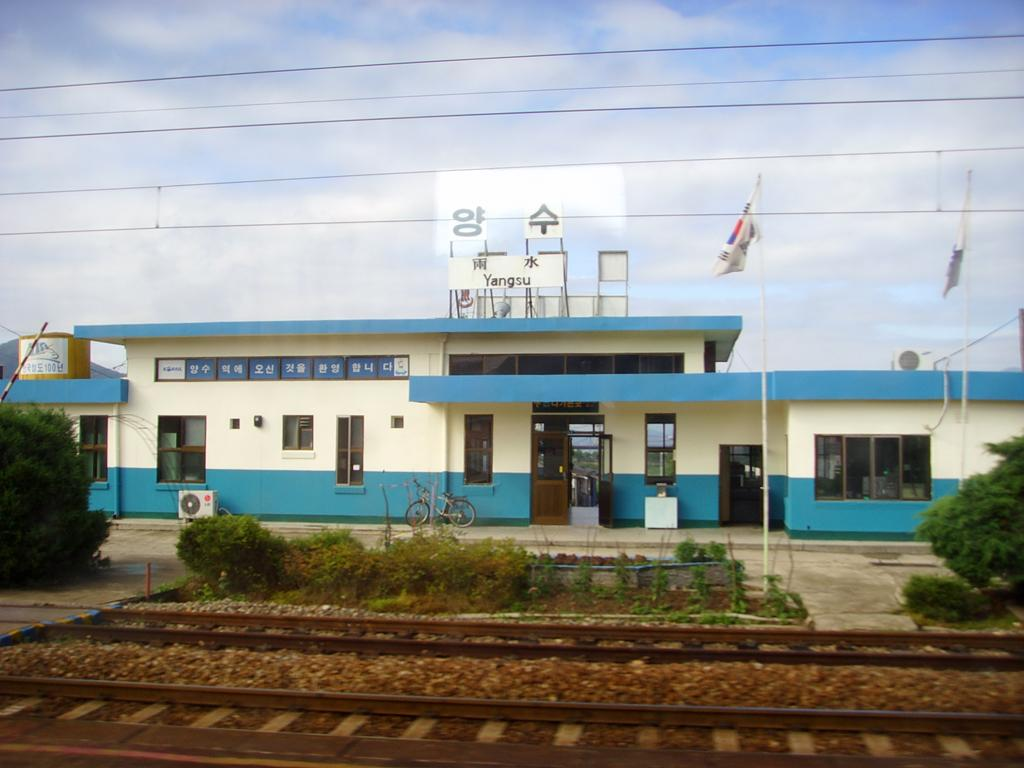
旧駅舎

- 1939年4月1日 - 開業。
- 2008年12月1日 - 旅客列車の客扱いを中止。
- 2008年12月29日 - 中央電鉄線が龍門駅まで延伸開業。
- 2014年12月27日 - 京義電鉄線（龍山線）が孔徳駅から龍山駅まで開通し、中央電鉄線と直通を開始。同時に双方の路線名を「首都圏電鉄京義・中央線」とする。

## 駅構造
島式ホーム2面4線の地上駅（橋上駅）。

## 利用状況
近年の一日平均利用人員推移は下記のとおり。なお、2008年は開業日の12月29日から12月31日までの3日間の平均である。
| 路線         | 路線     | 2000年 | 2001年 | 2002年 | 2003年 | 2004年 | 2005年 | 2006年 | 2007年 | 2008年 | 2009年 | 出典  |
| ------------ | -------- | ------ | ------ | ------ | ------ | ------ | ------ | ------ | ------ | ------ | ------ | ----- |
| 京義・中央線 | 乗車人員 | 未開業 | 未開業 | 未開業 | 未開業 | 未開業 | 未開業 | 未開業 | 未開業 | 632    | 1,241  | [ 1 ] |
| 京義・中央線 | 降車人員 | 未開業 | 未開業 | 未開業 | 未開業 | 未開業 | 未開業 | 未開業 | 未開業 | 777    | 1,221  | [ 1 ] |
| 路線         | 路線     | 2010年 | 2011年 | 2012年 | 2013年 | 2014年 | 2015年 | 2016年 | 2017年 | 2018年 | 2019年 | 出典  |
| 京義・中央線 | 乗車人員 | 1,467  | 1,609  | 1,741  | 1,866  | 2,071  | 1,339  | 2,162  | 2,228  | 2,114  | 2,203  | [ 1 ] |
| 京義・中央線 | 降車人員 | 1,484  | 1,635  | 1,767  | 1,907  | 2,094  | 1,251  | 2,183  | 2,238  | 2,127  | 2,227  | [ 1 ] |
| 路線         | 路線     | 2020年 | 2021年 | 2022年 | 2023年 |        |        |        |        |        |        |       |
| 京義・中央線 | 乗車人員 | 1,668  | 1,763  | 1,960  | 2,010  |        |        |        |        |        |        |       |
| 京義・中央線 | 降車人員 | 1,684  | 1,786  | 1,960  | 1,997  |        |        |        |        |        |        |       |

## 駅周辺
- 楊西面事務所
- 両水初等学校
- 両水中学校
- 楊西高等学校

## 隣の駅
韓国鉄道公社
 京義・中央線
急行
陶深駅 (K127) ← 両水駅 (K130) ← 楊平駅 (K135)
緩行
雲吉山駅 (K129) - 両水駅 (K130) - 新院駅 (K131)